# Hà Vương Ngầu Nại
Hà Vương Ngầu Nại (sinh năm 1964) là cựu cầu thủ bóng đá người Việt Nam. Ông được xem là người có đóng góp lớn đối với bóng đá Thành phố Hồ Chí Minh trong suốt hơn 20 năm. Tên tuối của ông gắn liền với đội Cảng Sài Gòn những năm 80 và 90 của thế kỷ 20 và đội tuyển Việt Nam thời kì đầu hội nhập. Ông là cầu thủ ghi bàn duy nhất đem lại chiến thắng duy nhất cho đội tuyển Việt Nam trước Indonesia (1–0) ngày 16 tháng 4 năm 1993 tại vòng loại World Cup 1994. Ông từng là một trong các huấn luyện viên đào tạo trẻ tại Trung tâm đào tạo bóng đá trẻ PVF.

## Thành tích
Cảng Sài Gòn
- Vô địch Giải bóng đá vô địch quốc gia: 1986 và 1994
- Vô địch Cúp quốc gia: 1992

Cá nhân
- Vua phá lưới Giải bóng đá vô địch quốc gia: 1986 và 1991
- Tham dự SEA Games 16 năm 1991, Sea Games 17 năm 1993
- Là cầu thủ ghi bàn duy nhất đem lại chiến thắng cho đội tuyển Việt Nam trước Indonesia (1-0) ngày 16/4/1993 tại vòng loại World Cup 1994 và giành giải cầu thủ xuất sắc nhất trận đấu.

## Thống kê sự nghiệp

### Quốc tế
| Đội tuyển quốc gia | Năm | Trận | Bàn |
| ------------------ | --- | ---- | --- |
| Việt Nam           |     |      |     |
| 1991               | ?   | 0    |     |
| 1993               | 9   | 1    |     |
| Tổng cộng          | 9+  | 1    |     |

Bàn thắng của đội tuyển bóng đá Việt Nam được ghi trước.
| # | Ngày                | Địa điểm    | Đối thủ   | Tỷ số | Kết quả | Giải đấu                 |
| - | ------------------- | ----------- | --------- | ----- | ------- | ------------------------ |
| 1 | 16 tháng 4 năm 1993 | Doha, Qatar | Indonesia | 1–0   | 1–0     | Vòng loại World Cup 1994 |